# Siebe Gorman Proto
Siebe Gorman Proto, или Proto, — один из видов изолирующих дыхательных аппаратов (ребризеров), разработанных компанией Siebe Gorman. Этот ребризер является промышленным дыхательным аппаратом и не пригоден для подводного плавания. Этот аппарат выпускался примерно с 1914 года по 1960-е года. Не стоит путать с ребризером «Proton», который также выпускала компания Siebe Gorman.

## Описание

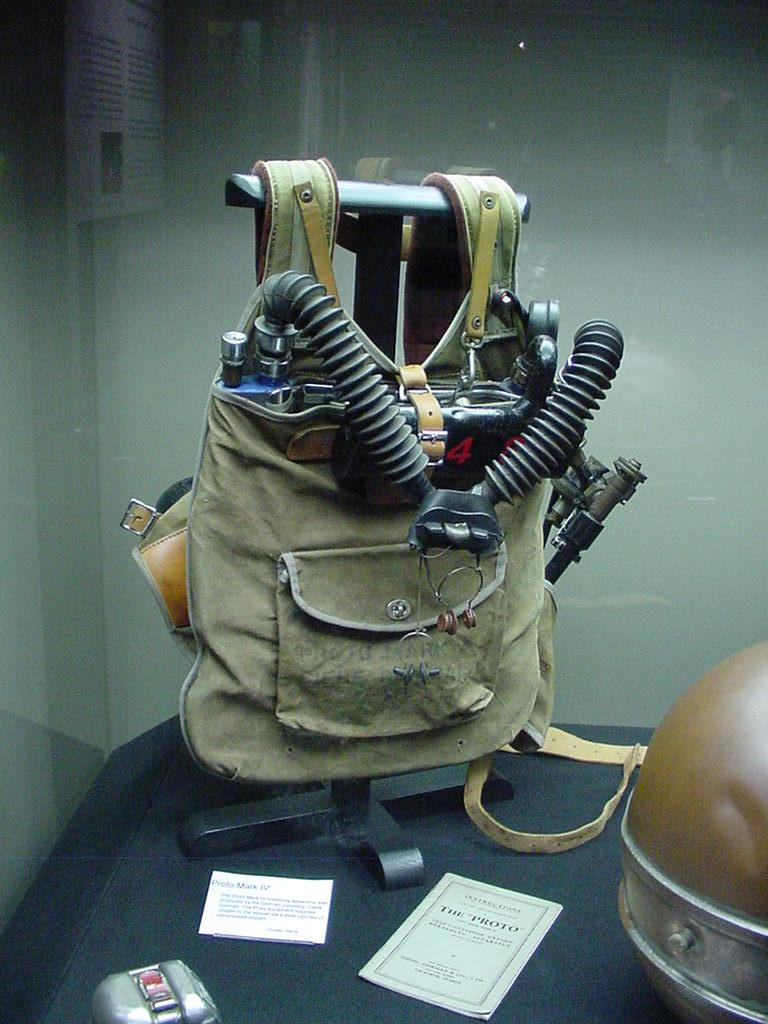
Siebe Gorman Proto. Вид спереди.

Дыхательный мешок этого аппарата располагался спереди на уровне грудной клетки. Один или реже два кислородных баллона располагались сзади на уровне поясницы. Продолжительность работы такого аппарата была от часа до двух в зависимости от размера и количества кислородных баллонов. Абсорбент, выпускавшийся под названием Protosorb, хранился в нижней части дыхательного мешка, сдерживаемый перегородкой из перфорированной ткани.
Две дыхательные трубки аппарата выходили из дыхательного мешка и вели воздух к мундштуку (использовался вместе с защитными очками) или закрывающей всё лицо маске промышленного типа с изогнутым стеклом и внутренней маской для дыхания ртом и носом. Канистра на передней части дыхательного мешка предназначалась для зацикленного охлаждения газа, так как в результате абсорбции углекислого газа воздух нагревался, что в условиях подводного плавания нейтрализовалось прохладой воды, но было недопустимо в промышленных условиях, например, при работе в глубоких шахтах.
Некоторые выпускаемые аппарата оснащались свистком, который предупреждал о малом давлении в кислородном баллоне.

## Использование
Эти аппараты использовались пожарными, спасателями в угольных шахтах, задолго до появления автономных дыхательных аппаратов, основанных на принципе акваланга.
В 1908 году Proto стали использовать спасатели только что сформированной спасательной станции, для обслуживания шахт близ Хау Бридж (англ. Howe Bridge).
Первая версия Proto была спроектирована Флюссом и Дэвисом примерно в 1906—1910 годах. Она имела равный баланс между передней и задней частью, и не имела выступов на задней стороне, которые могли бы помешать владельцу пролезть через узкие проходы. Более уязвимые части аппарата находились спереди в поле зрения владельца. Редукционный клапан был постоянного типа.